# Вінд-Лейк (Вісконсин)
Вінд-Лейк (англ. Wind Lake) — переписна місцевість (CDP) в США, в окрузі Расін штату Вісконсин. Населення — 5355 осіб (2020).

## Географія
Вінд-Лейк розташований за координатами 42°49′22″ пн. ш. 88°9′27″ зх. д. / 42.82278° пн. ш. 88.15750° зх. д. (42.822836, -88.157556).  За даними Бюро перепису населення США в 2010 році переписна місцевість мала площу 18,80 км², з яких 14,02 км² — суходіл та 4,78 км² — водойми.

## Демографія
Згідно з переписом 2010 року, у переписній місцевості мешкали 5342 особи в 1986 домогосподарствах у складі 1536 родин. Густота населення становила 284 особи/км².  Було 2133 помешкання (113/км²).
Расовий склад населення:
| - 96,9 % — білих - 0,5 % — азіатів - 0,4 % — корінних американців - 0,3 % — чорних або афроамериканців - 0,1 % — вихідців з тихоокеанських островів |

До двох чи більше рас належало 1,3 %. Частка іспаномовних становила 2,5 % від усіх жителів.
За віковим діапазоном населення розподілялося таким чином: 23,7 % — особи молодші 18 років, 65,4 % — особи у віці 18—64 років, 10,9 % — особи у віці 65 років та старші. Медіана віку мешканця становила 42,9 року. На 100 осіб жіночої статі у переписній місцевості припадало 105,1 чоловіків;  на 100 жінок у віці від 18 років та старших — 104,7 чоловіків також старших 18 років.
Середній дохід на одне домашнє господарство  становив 116 707 доларів США (медіана — 84 237), а середній дохід на одну сім'ю — 131 455 доларів (медіана — 95 337). Медіана доходів становила 63 409 доларів для чоловіків та 42 486 доларів для жінок. За межею бідності перебувало 6,5 % осіб, у тому числі 9,2 % дітей у віці до 18 років та 12,0 % осіб у віці 65 років та старших.
Цивільне працевлаштоване населення становило 2967 осіб. Основні галузі зайнятості: освіта, охорона здоров'я та соціальна допомога — 23,2 %, виробництво — 21,8 %, роздрібна торгівля — 12,8 %, транспорт — 8,4 %.